# Megan Stalter
Megan Stalter, född 15 september 1990 i Cleveland, är en amerikansk komiker och skådespelare.
Stalter har bland annat medverkat i TV-serien Hacks. Hon har även medverkat i filmen Please Don't Destroy: The Treasure of Foggy Mountain.

## Filmografi (i urval)
- 2021–2024 – Hacks (TV-serie)
- 2023 – Please Don't Destroy: The Treasure of Foggy Mountain
- 2024 – My Ex-Friend's Wedding
- 2025 – Too Much (TV-serie)